# Großsteingräber bei Dargelin
Die Großsteingräber bei Dargelin sind zwei megalithische Grabanlagen der jungsteinzeitlichen Trichterbecherkultur bei Dargelin im Landkreis Vorpommern-Greifswald (Mecklenburg-Vorpommern). Sie tragen die Sprockhoff-Nummern 549 und 550.

## Lage
Die Gräber befinden sich etwa 1 km südlich von Dargelin auf einem Feld, wenige Meter nördlich einer Hecke. Grab 2 befindet sich 40 m ostsüdöstlich von Grab 1. 650 bzw. 800 m westlich liegen die beiden Großsteingräber bei Neu Negentin und 3 km westlich das Großsteingrab Klein Zastrow.

## Beschreibung

### Grab 1
Grab 1 besitzt eine Grabkammer, bei der es sich um einen nord-südlich orientierten Großdolmen in einem Rollsteinhügel handelt. Ernst Sprockhoff stellte bei seiner Aufnahme 1931 noch alle drei Wandsteinpaare der Langseiten und den nördlichen Abschlussstein in situ fest. Der südliche Abschlussstein fehlt; möglicherweise stand hier auch nur ein schmaler Stein, der den Eingang markierte. Von den Decksteinen ist nur noch das Bruchstück eines einzelnen erhalten. Es ist ins Innere der Kammer gestürzt und weist mehrere Schälchen auf. Die Kammer hat eine Länge von 3,5 m und eine Breite von 1,4 m. Sie ist bis etwa 50 cm unterhalb der Oberkanten der Wandsteine mit Erde verfüllt, sodass anzunehmen ist, dass die Bestattungen noch weitgehend intakt sind.

### Grab 2
Auch bei Grab 2 handelt es sich um einen ungefähr nord-südlich orientierten Großdolmen. Die Hügelschüttung hat eine Breite von 1,5 m um die Grabkammer. Von den Wandsteinen sind drei der westlichen und einer der östlichen Langseite in situ erhalten. Der nördliche Abschlussstein und der angrenzende Stein der Ostwand sind nach außen gekippt. Der südliche Abschlussstein fehlt; wahrscheinlich ist auch hier nur ein flacher Stein am Eingang der Kammer zu vermuten. Am Nordende ist ein Deckstein ins Innere der Kammer gesunken. Er hat eine Länge von 2,5 m, eine Breite von 1,5 m und eine Dicke von 0,9 m. Der Stein weist zwei Schälchen auf. Die Kammer hat eine Länge von 3,5 m und eine Breite von 1,4 m. Auch sie ist bis etwa 50 cm unterhalb der Oberkanten der Wandsteine mit Erde verfüllt, sodass auch hier die Bestattungen noch intakt sein dürften.